# Рассошенцы
Рассошенцы (укр. Розсошенці) — город,
Рассошенцовый городской совет,
Полтавский район,
Полтавская область,
Украина.

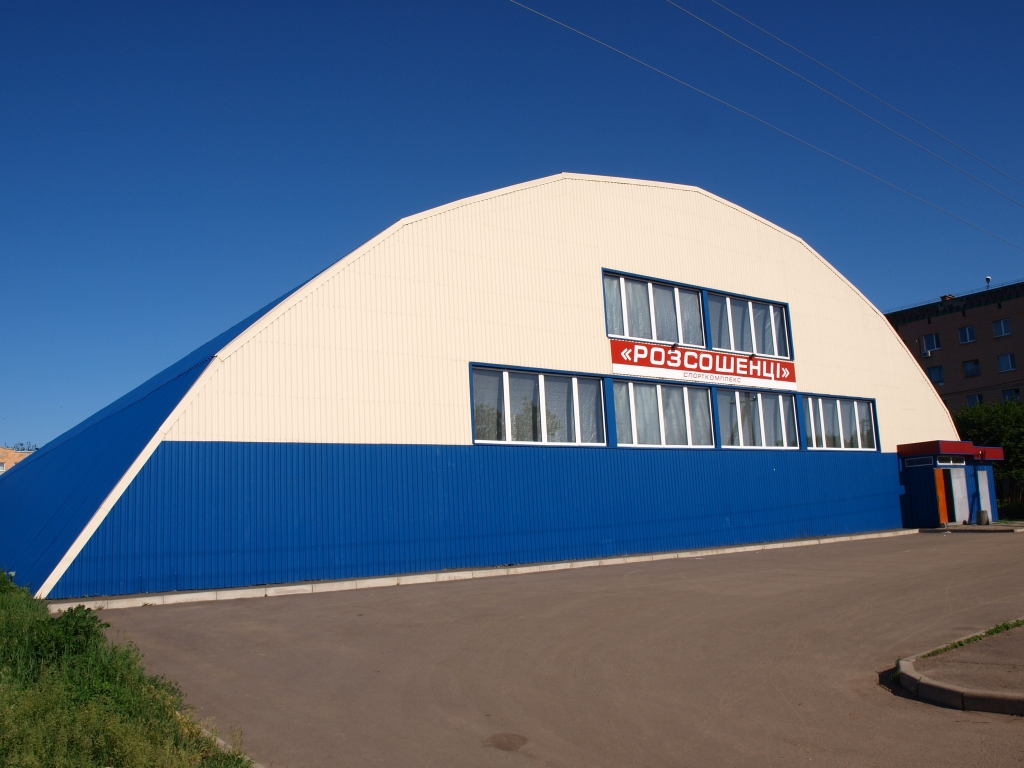
Спорткомплекс «Россошенцы»

Код КОАТУУ — 5324087705. Население по переписи 2024 года составляло 17732 человек.

## Географическое положение
Село Рассошенцы примыкает к южной границе города Полтава, в 0,5 км от села Горбаневка.
Через село проходит автомобильная дорога М-22 (E 577).

## История
- В 1786 году Екатерина II издала указ, в котором было сказано, что поселок Рассошенцы переходит под юрисдикцию правительственной коллегии экономии собственности духовенства.

## Экономика
- Центральный офис Восточно-Украинской Геологоразведочной экспедиции (ВУГРЭ).
- Полтавская механизированная дорожная колонна № 19, ООО.
- Полтавафарм, КП.
- Полтавский райселькоммунхоз, коммунальное ГП.
- ОАО «Полтавский завод железобетонных изделий».
- Научно-производственное предприятие «Зонд».
- ЧП «Укрприбор».
- Полтавский завод порошковой металлургии «АВК пресс».
- «Старко», ООО.
- Центральный офис Полтавской экспедиции по геофизическому исследованию скважин (ПЭГИС).

## Объекты социальной сферы
- Рассошенская гимназия.
- Дом культуры.
- Детский сад "Звёздочка".

## Транспорт
- Маршруты 2, 7 полтавского троллейбуса выходят из границ города и идут до села Россошенцы.

## Спорт
В Рассошенцах находится несколько спортивных объектов:
- мототрек (созданный в 1970 году) — домашняя арена полтавской мотобольной команды «Вымпел» (в настоящее время не функционирует);
- картодром «Лтава» (общая длина трассы — 1000 метров, часто используется для проведения городских массовых праздников);
- спортивный комплекс "Рассошенцы".